# Parc central d'Helsinki
Pour les articles homonymes, voir Parc Central.
Le parc central d'Helsinki (en finnois : Helsingin keskuspuisto, en suédois : Helsingfors centralpark) est le plus grand parc de la ville d’Helsinki.
Le Parc a une superficie d'environ 700 hectares,.

## Description
Le parc s'étend de Töölönlahti au centre-ville d'Helsinki jusqu'à Haltiala et Vantaanjoki soit 10 km du sud au nord.

### Faune
De nombreuses espèces comme le blaireau européen, le renard roux, le lepus timidus, le lièvre d'Europe, la belette et le rat musqué ont de nombreux représentants vivant dans le parc. On rencontre aussi de nombreuses espèces aviaires comme le pic noir, le roitelet huppé, le geai des chênes, la mésange, l'accenteur mouchet, la fauvette des jardins, le rossignol progné, le pouillot siffleur et le gobemouche nain.

### Promenade et exercice physique

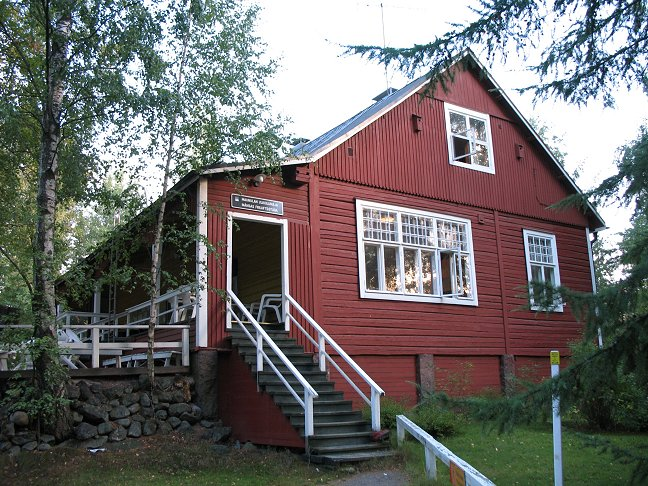
Le chalet des promeneurs de Maunula et son café dans le Parc central d'Helsinki.

Le parc a environ 100 km de sentiers de promenade dont une partie sert de piste de ski pendant la saison hivernale. Au nord de la rue Nordenskiöldinkatu le parc est traversé par 4 voies de circulation automobile (Hakamäentie, Metsäläntie, Pirkkolantie et Kehä I) ainsi que par la voie ferroviaire rantarata. Toutefois les chemins de randonnée passent sous ou sur ces voies à différents niveaux. Il y a en projet un grand pont piétonnier qui reliera le Parc Eläintarha et le Parc central en surplombant la rue Nordenskiöldinkatu et un projet de  tunnel routier passant sous le parc pour relier Paloheinä à la zone résidentielle de Kuninkaantammi. Au sud du parc se trouve le terrain de Saut d'obstacles de Laakso. En bordure du parc, à  Ruskeasuo se trouvent des manèges équestres dont le manège Keskustalli. Le parc d’exercices physiques de Pirkkola fait aussi partie du Parc central d'Helsinki et on y trouve un grand terrain de sport, une piscine et des gymnases.

## Histoire
En 1911 l'architecte Bertel Jung propose de créer un Parc au centre d'Helsinki, cette proposition correspond à une zone couvrant la partie sud du parc avec d'autres espaces qui ne font pas partie du parc actuel comme le Parc de Kaisaniemi.
Le plan d'ensemble du Parc central est ratifié en 1978. 
En 2002, le plan général d'Helsinki préserve le Parc.